# Jeep Wagoneer S
Jeep Wagoneer S — це електричний кросовер, який виробляється та продається під брендом Jeep. Він був представлений у 2024 році та базується на платформі STLA Large.

## Історія та опис моделі

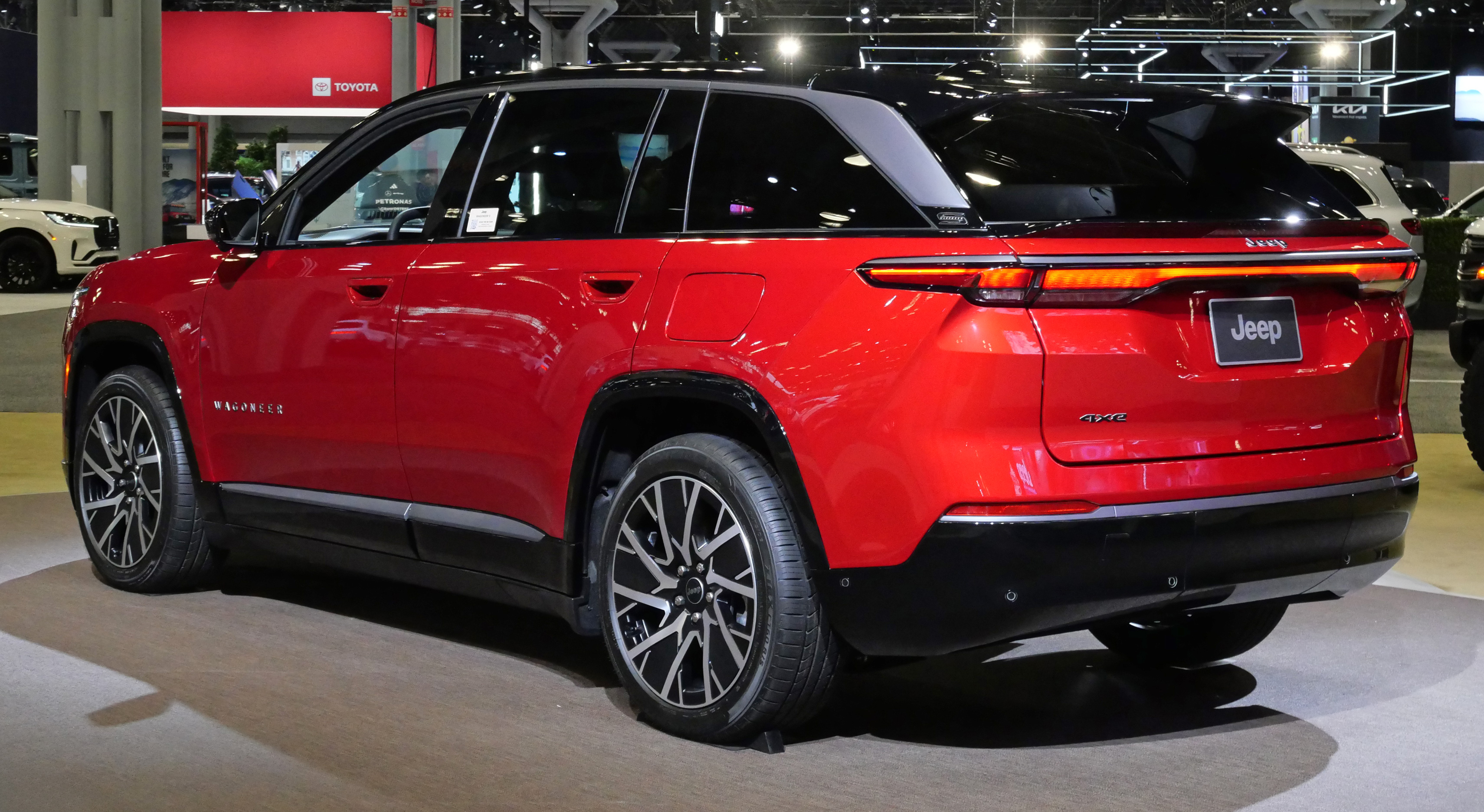

У вересні 2022 року компанія Jeep оголосила про плани розширити свій модельний ряд за рахунок перших двох електромобілів, розроблених з нуля з урахуванням цієї силової установки, вже сформувавши групу Stellantis Group . Першим з них став великий позашляховик вищого класу Wagoneer S, прем'єра якого відбулася через два роки - наприкінці травня 2024 року. В основу автомобіля лягла модульна платформа STLA Large , що вирізняється тонким силуетом з пологою лінією даху і розширеним заднім спойлером, який візуально подовжує лінію даху. Передня поясна лінія з типово вузькою решіткою радіатора з сімома прорізами отримала додаткове освітлення, що гармонійно поєднується з вузькими фарами .
Незважаючи на масивний, важкий силует позашляховика, виробник зосередився на тому, щоб зробити його максимально аеродинамічним - з коефіцієнтом аеродинамічного опору Cx 0,29. Цьому сприяли, серед іншого, накладки на колісні арки, обвіс днища і накладки на пороги.
Пасажирський салон, з іншого боку, був витриманий в естетиці, ідентичній, зокрема, моделі Grand Cherokee, отримавши масивну приладову панель з двоспицевим кермом, глибоко втоплений центральний тунель з циферблатом для вибору режимів руху і великим набором екранів. Вони, в свою чергу, утворили цифровий годинник, панель кондиціонера, центральний сенсорний дисплей мультимедійної системи (12,3 дюйма) і додатковий четвертий екран для пасажира (10,25 дюйма), загальною діагоналлю 45 дюймів . Крім того, виробник використав 19-динамічну аудіосистему McIntosh , а під капотом, окрім 886-літрового заднього багажника, передбачено також менший передній багажник об'ємом 80 літрів.
Перші автомобілі надійшли до дилерів у січні 2025 року.

## Технічні характеристики
Автомобіль має вихідну потужність 600 к.с. і заявлений час розгону 0-100 км/год за 3,4 секунди.